# Egidio Riccardi
Egidio Riccardi (mort en 1545) est un carme, d'origine italienne, théologien, procureur général et réformateur de son Ordre, sous le généralat de Nicolas Audet.

## Biographie
Egidio Riccardi est né à Gand (Belgique), de parents italiens. Entré chez les carmes de sa ville natale, il est élu procureur de l'Ordre, au chapitre général de 1532. À partir de mai 1534, il s'installe à Rome et devient le délégué du prieur général Nicolas Audet, lequel visait un retour des carmes à la stricte observance. À cet effet, Egidio fait la tournée des couvents de certaines provinces d'Italie dans le but d'y introduire la réforme. De plus, étant donné que la Curie romaine compromettait les efforts des réformateurs, en faisant commerce des dispenses et des bénéfices, il va présenter, sur base des Évangiles et des lettres pauliniennes, la figure spirituelle idéale de l’Église et de la hiérarchie, à travers une série de dix discours, prononcés entre 1535 et 1540, devant Paul III et ses cardinaux. Spécialiste de l'exégèse, il enseigne encore à la faculté de la Sapienza, où il commente l'évangile de Matthieu et les épîtres de Paul. Pressenti par Audet pour siéger, en tant que théologien, au Concile de Trente, il décède, peu de temps avant l'ouverture de celui-ci, le 29 octobre 1545.

### Œuvres
- Orationes decem coram Paulo III Pont. Max. et Reverendissimorum Cardinalium concessu per fratrem Egidium Riccardum habitae, Venise, 1540.

### Études
- A. Staring, « Riccardi, Gilles », Dictionnaire de spiritualité ascétique et mystique, Paris, Beauchesne, t. XIII,‎ 1987, p. 540 (lire en ligne).